# 寬口珊瑚螺
寬口珊瑚螺（学名：Coralliophila solutistoma）为珊瑚螺科珊瑚螺屬下的一个种。